# ميخائيل دبليو. هوفر
ميخائيل دبليو. هوفر (بالإنجليزية: Michael W. Hoover)‏ هو قاضي ومحامي أمريكي، ولد في 21 ديسمبر 1951.